# Trichilia cipo
Trichilia cipo är en tvåhjärtbladig växtart som först beskrevs av Adr. Jussieu, och fick sitt nu gällande namn av C. Dc.. Trichilia cipo ingår i släktet Trichilia och familjen Meliaceae. Inga underarter finns listade i Catalogue of Life.